# On the Run II Tour
On the Run II Tour to wspólna trasa koncertowa amerykańskiego rapera Jaya-Z i piosenkarki Beyoncé. Odbywała się od 6 czerwca do 4 października 2018, obejmując 48 stadionowych koncertów w Europie i Ameryce Północnej.
Podczas odbywającego się 16 czerwca 2018 koncertu w Londynie został zaprezentowany najnowszy singiel „Apeshit”  po którym widowni ukazał się banner „ALBUM OUT NOW” zwiastujący premierę nowego albumu „Everything is Love” początkowo dostępnego jedynie w serwisie Tidal.

## Lista utworów
1. Intro
2. „Holy Grail” (oboje)
3. „Part II (On the Run)” (oboje)
4. „’03 Bonnie & Clyde” (oboje)
5. Beach Interlude
6. „Drunk in Love” (oboje)
7. „Clique” / „Diva” (oboje)
8. „On to the Next One” (Jay-Z)
9. „FuckWithMeYouKnowIGotIt” (Jay-Z)
10. „Flawless” (Beyoncé)
11. „Top Off” (oboje)
12. „Naughty Girl” (Beyoncé)
13. „Big Pimpin’” (Jay-Z)
14. Jamaica Interlude
15. „Run This Town” (Jay-Z)
16. „Baby Boy” (Beyoncé)
17. „Mi Gente” (Beyoncé)
18. „You Don’t Love Me (No, No, No)” (Beyoncé)
19. „Bam” (Jay-Z)
20. „Hold Up” (Beyoncé)
21. „Countdown” (Beyoncé)
22. Bar Fight Interlude
23. „Sorry” / „Me, Myself and I”
24. „99 Problems” (Jay-Z)
25. „Ring the Alarm” (Beyoncé)
26. „Don’t Hurt Yourself” (Beyoncé)
27. „I Care” (Beyoncé)
28. „No Church in the Wild” (oboje)
29. „Song Cry” (Jay-Z)
30. „Resentment” (Beyoncé)
31. Running Interlude
32. „Family Feud” (oboje)
33. „Upgrade U” (oboje)
34. „Niggas in Paris” (Jay-Z)
35. „Beach Is Better” (Jay-Z)
36. „Formation” (Beyoncé)
37. „Run the World (Girls)” (Beyoncé)
38. „Public Service Announcement” (Jay-Z)
39. Ballet Interlude
40. „The Story of O.J.” (Jay-Z)
41. „Déjà Vu” (oboje)
42. „Show Me What You Got” (oboje)
43. „Crazy in Love” (oboje)
44. „Freedom” (Beyoncé)
45. „U Don’t Know” (Jay-Z)
46. Baptism Interlude
47. „Young Forever” / „Perfect Duet” (oboje)

## Lista koncertów
| Data                | Miejscowość     | Państwo           | Obiekt                        | Support                 | Sprzedane bilety              | Dochód brutto (USD) |
| Europa              | Europa          | Europa            | Europa                        | Europa                  | Europa                        | Europa              |
| ------------------- | --------------- | ----------------- | ----------------------------- | ----------------------- | ----------------------------- | ------------------- |
| 6 czerwca 2018      | Cardiff         | Wielka Brytania   | Principality Stadium          | DJ Tom Clugston         | 39 731 / 39 731               | $4 151 330          |
| 9 czerwca 2018      | Glasgow         | Wielka Brytania   | Hampden Park                  | Nasty P                 | 37 963 / 37 963               | $4 100 720          |
| 13 czerwca 2018     | Manchester      | Wielka Brytania   | Etihad Stadium                | DJ Stylus               | 46 990/ 46 990                | $5 782 025          |
| 15 czerwca 2018     | Londyn          | Wielka Brytania   | London Stadium                | –                       | 126 443 / 126 443             | $11 035 860         |
| 16 czerwca 2018     | Londyn          | Wielka Brytania   | London Stadium                | –                       | 126 443 / 126 443             | $11 035 860         |
| 19 czerwca 2018     | Amsterdam       | Holandia          | Amsterdam Arena               | DeeJay Abstract         | 97 869 / 97 869               | $9 753 269          |
| 20 czerwca 2018     | Amsterdam       | Holandia          | Amsterdam Arena               | DJ Flava                | 97 869 / 97 869               | $9 753 269          |
| 23 czerwca 2018     | Kopenhaga       | Dania             | Telia Parken                  | –                       | 45 356 / 45 356               | $5 741 911          |
| 25 czerwca 2018     | Sztokholm       | Szwecja           | Friends Arena                 | –                       | 46 647 / 46 647               | $4 610 554          |
| 28 czerwca 2018     | Berlin          | Niemcy            | Olympiastadion                | –                       | 57 155/57 155                 | $5 697 111          |
| 30 czerwca 2018     | Warszawa        | Polska            | PGE Narodowy                  | DJ Eprom                | 53 500 / 53 500               | $4 624 995          |
| 3 lipca 2018        | Kolonia         | Niemcy            | RheinEnergieStadion           | DJ Teddy-O              | 39 501/39 501                 | $4 520 814          |
| 6 lipca 2018        | Mediolan        | Włochy            | San Siro                      | –                       | 49 051/49 051                 | $4 460 552          |
| 8 lipca 2018        | Rzym            | Włochy            | Stadio Olimpico               | –                       | 40 440/40 440                 | $3 475 543          |
| 11 lipca 2018       | Barcelona       | Hiszpania         | Estadi Olímpic Lluís Companys | –                       | 46 982/46 982                 | $4 733 549          |
| 14 lipca 2018       | Paryż           | Francja           | Stade de France               | –                       | 111 615/111 615               | $10 905 089         |
| 15 lipca 2018       | Paryż           | Francja           | Stade de France               | –                       | 111 615/111 615               | $10 905 089         |
| 17 lipca 2018       | Nicea           | Francja           | Allianz Riviera               | –                       | 33 662/33 662                 | $3 898 900          |
| Ameryka Północna    |                 |                   |                               |                         |                               |                     |
| 25 lipca 2018       | Cleveland       | Stany Zjednoczone | FirstEnergy Stadium           | Chloe x Halle DJ Khaled | 38 931/38 931                 | $4 194 376          |
| 27 lipca 2018       | Landover        | Stany Zjednoczone | FedExField                    | Chloe x Halle DJ Khaled | 81 964/81 964                 | $11 437 578         |
| 28 lipca 2018       | Landover        | Stany Zjednoczone | FedExField                    | Chloe x Halle DJ Khaled | 81 964/81 964                 | $11 437 578         |
| 30 lipca 2018       | Filadelfia      | Stany Zjednoczone | Lincoln Financial Field       | Chloe x Halle DJ Khaled | 54 870/54 870                 | $6 709 691          |
| 2 sierpnia 2018     | East Rutherford | Stany Zjednoczone | MetLife Stadium               | Chloe x Halle DJ Khaled | 99 755/99 755                 | $13 886 416         |
| 3 sierpnia 2018     | East Rutherford | Stany Zjednoczone | MetLife Stadium               | Chloe x Halle DJ Khaled | 99 755/99 755                 | $13 886 416         |
| 5 sierpnia 2018     | Foxborough      | Stany Zjednoczone | Gillette Stadium              | Chloe x Halle DJ Khaled | 47 667/47 667                 | $6 159 980          |
| 8 sierpnia 2018     | Minneapolis     | Stany Zjednoczone | U.S. Bank Stadium             | Chloe x Halle DJ Khaled | 32 851/32 851                 | $3 627 417          |
| 10 sierpnia 2018    | Chicago         | Stany Zjednoczone | Soldier Field                 | Chloe x Halle DJ Khaled | 86 602/86 602                 | $12 303 099         |
| 11 sierpnia 2018    | Chicago         | Stany Zjednoczone | Soldier Field                 | Chloe x Halle DJ Khaled | 86 602/86 602                 | $12 303 099         |
| 13 sierpnia 2018    | Detroit         | Stany Zjednoczone | Ford Field                    | Chloe x Halle DJ Khaled | 43 699/43 699                 | $5 310 376          |
| 16 sierpnia 2018    | Columbus        | Stany Zjednoczone | Ohio Stadium                  | Chloe x Halle DJ Khaled | 35 083/35 083                 | $3 142 160          |
| 18 sierpnia 2018    | Orchard Park    | Stany Zjednoczone | New Era Field                 | Chloe x Halle DJ Khaled | 38 053/38 053                 | $4 262 076          |
| 21 sierpnia 2018    | Columbia        | Stany Zjednoczone | Williams-Brice Stadium        | Chloe x Halle DJ Khaled | 38 057/38 057                 | $3 920 226          |
| 23 sierpnia 2018    | Nashville       | Stany Zjednoczone | Vanderbilt Stadium            | Chloe x Halle DJ Khaled | 35 353/35 353                 | $4 058 910          |
| 25 sierpnia 2018    | Atlanta         | Stany Zjednoczone | Mercedes-Benz Stadium         | Chloe x Halle DJ Khaled | 105 170/105 170               | $14 074 692         |
| 26 sierpnia 2018    | Atlanta         | Stany Zjednoczone | Mercedes-Benz Stadium         | Chloe x Halle DJ Khaled | 105 170/105 170               | $14 074 692         |
| 29 sierpnia 2018    | Orlando         | Stany Zjednoczone | Camping World Stadium         | Chloe x Halle DJ Khaled | 39 423/39 423                 | $4 749 202          |
| 31 sierpnia 2018    | Miami Gardens   | Stany Zjednoczone | Hard Rock Stadium             | Chloe x Halle DJ Khaled | 44 310/44 310                 | $6 295 535          |
| 11 września 2018    | Arlington       | Stany Zjednoczone | AT&T Stadium                  | Chloe x Halle DJ Khaled | 41 626/41 626                 | $5 713 125          |
| 13 września 2018    | Nowy Orlean     | Stany Zjednoczone | Mercedes-Benz Superdome       | Chloe x Halle DJ Khaled | 40 939/40 939                 | $5 437 147          |
| 15 września 2018    | Houston         | Stany Zjednoczone | NRG Stadium                   | Chloe x Halle DJ Khaled | 88 022/88 022                 | $11 056 837         |
| 16 września 2018    | Houston         | Stany Zjednoczone | NRG Stadium                   | Chloe x Halle DJ Khaled | 88 022/88 022                 | $11 056 837         |
| 19 września 2018    | Glendale        | Stany Zjednoczone | University of Phoenix Stadium | Chloe x Halle DJ Khaled | 37 174/37 174                 | $4 426 568          |
| 22 września 2018    | Pasadena        | Stany Zjednoczone | Rose Bowl                     | Chloe x Halle DJ Khaled | 106 550/106 550               | $13 464 062         |
| 23 września 2018    | Pasadena        | Stany Zjednoczone | Rose Bowl                     | Chloe x Halle DJ Khaled | 106 550/106 550               | $13 464 062         |
| 27 września 2018    | San Diego       | Stany Zjednoczone | SDCCU Stadium                 | Chloe x Halle DJ Khaled | 42,953 / 42,953               | $5 445 486          |
| 29 września 2018    | Santa Clara     | Stany Zjednoczone | Levi’s Stadium                | Chloe x Halle DJ Khaled | 47,235 / 47,235               | $7 548 208          |
| 2 października 2018 | Vancouver       | Kanada            | BC Place                      | Chloe x Halle DJ Khaled | 39,032 / 39,032               | $4 366 828          |
| 4 października 2018 | Seattle         | Stany Zjednoczone | CenturyLink Field             | Chloe x Halle DJ Khaled | 40,718 / 40,718               | $4 888 994          |
| Razem               | Razem           | Razem             | Razem                         | Razem                   | 2,169,049 / 2,177,049 (99,6%) | $253 514 982        |